# 自由君主的真正法律

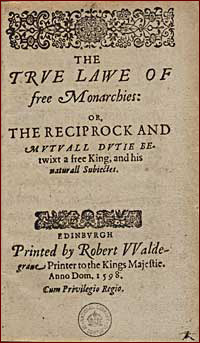
1598年寫成及出版的《自由君主的真正法律》

《自由君主的真正法律》（中文譯名又作《自由君主制的真正法則》），英國政治書籍，由蘇格蘭斯圖亞特王朝國王詹姆斯六世（即英格蘭國王詹姆斯一世）所撰。1598年，時任蘇格蘭國王的詹姆斯在平定連串叛亂後，寫成本書，以闡述君權神授思想，目的在於鞏固君權。本書與《國王的天賦能力》（Basilikon Doron）均被視為詹姆斯政治思想的重要著作。

## 編撰背景

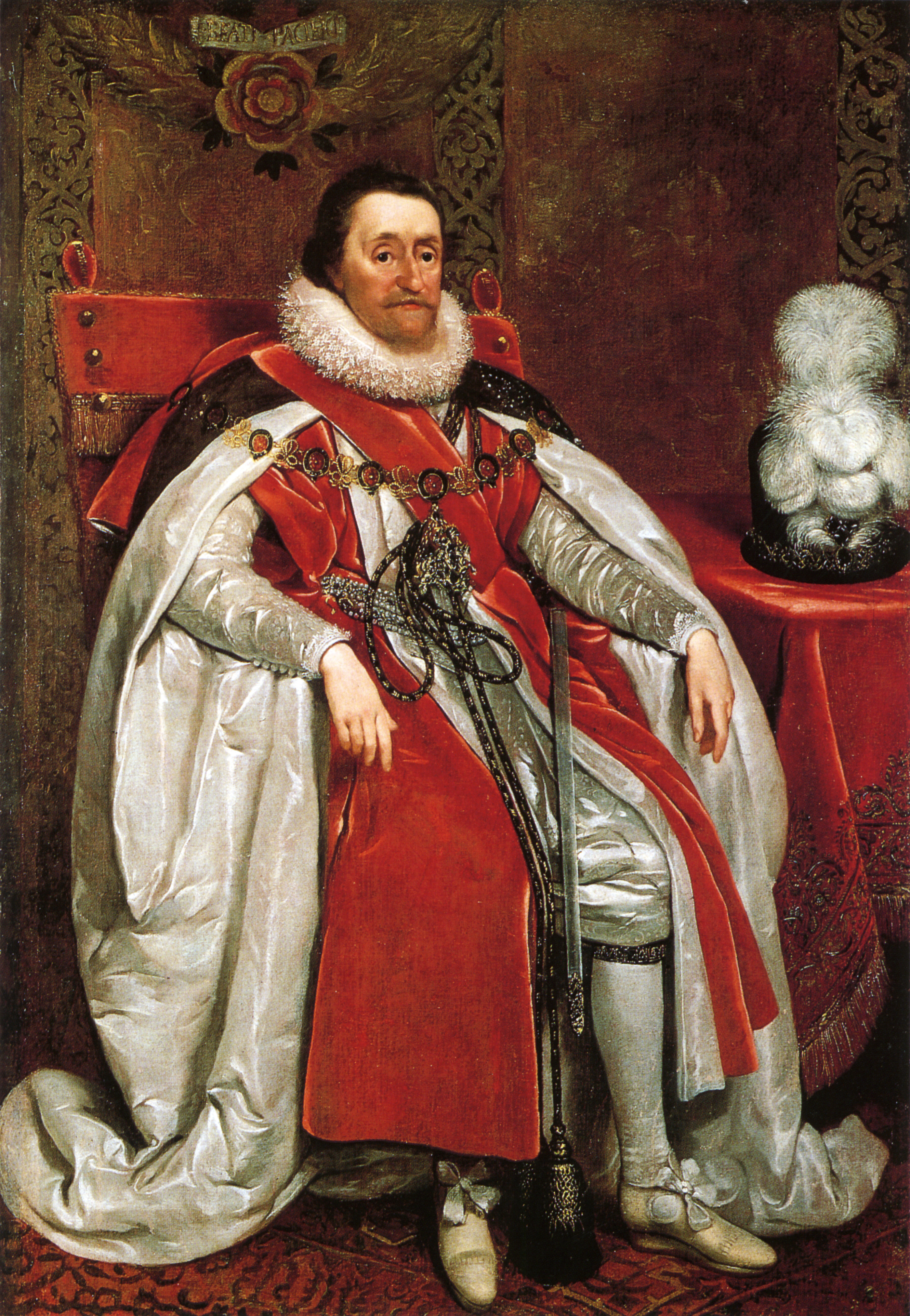
《自由君主的真正法律》的作者詹姆斯國王

詹姆斯國王（1567─1625年統治蘇格蘭，1603─1625年在位統治英格蘭，信奉基督新教歸正宗長老會）為鞏固權力，因而著書立說。1590年代初期，羅馬天主教派系的博思韋爾伯爵圖謀造反，詹姆斯親自率兵討伐，到1595年乃將之擊敗並放逐。在1596至1598年，詹姆斯又與長老會爭奪權力，最終亦是詹姆斯得勝。
詹姆斯與當代的其他君主一樣，都期望擁有強勢君權，以避免宗教戰爭及維持政治秩序。及至經歷了一連串的明爭暗鬥後，詹姆斯在1598年撰寫本書，闡述君權神授思想以及臣民需要順從君主的理念。

## 內容概要
詹姆士譴責那些歌頌叛亂或為叛亂辯護的言論是「塞壬之歌」（Sirene songs），必須加以對抗，認為蘇格蘭過往無窮無盡的災難、悲劇和混亂，是因為錯誤的政治知識所致。
詹姆斯心目中的敵人，是活躍於法國及蘇格蘭杜土裡那些煽動叛亂的傳教者，痛斥當時的法國天主教同盟是盲目迷信的叛亂集團，已令法國陷入沉重災難之中。
有鑑於此，詹姆斯要在這本書裡教曉臣民正確之道，就是要效忠於國王這個「上帝的副官」（Gods Lieutenant），除了反對神以外，一切都聽從君王指揮。至於君王本身，縱然是「超然」於法律之上，但仍需「依法」管治臣民和制約自己。

## 刊行情況
1598年詹姆士寫成本書，在愛丁堡出版，其後在倫敦曾重印最少四次。1616年，本書被收錄在詹姆斯的文集當中。在現代，標準的版本有James Craigie主編的《Minor Prose Works of King James VI and I》收錄了《自由君主的真正法律》，在1982年愛丁堡出版。此外有Johann P. Sommerville主編的《King James VI and I - Political Writings》亦收錄了本書，在1994年由劍橋大學出版社出版。2003年，中國政法大學出版社獲得劍橋大學出版社的許可，影印出版了《國王詹姆斯政治著作選》。

## 後世評價
《自由君主的真正法律》闡述的思想被後世視為封閉落伍的典型，與當時的英國國情並不協調。
溫斯頓·邱吉爾認為詹姆士「帶著封閉的心智與喜歡說教的弱點來到英格蘭。但是英格蘭正在改變中。服從王朝的習慣已隨都鐸王朝最後的一位君主而逝。……都鐸王朝為了維持權力均衡、對抗舊貴族而依仗鄉紳，並且將整個管理地方政府的事務交給鄉紳，這些鄉紳開始感受到他們的力量。英格蘭很穩定，可自由地關注本身的事務，一個有權勢的階級正躍躍欲試，急著參與國政。另一方面，詹姆士繼承王位的權力並非無懈可擊。而神權（the Divine Right）這個教義原來是為了辯護國家主權的存在，用來對抗普世教會或是帝國的，現在詹姆士則將神權用來加強他的地位。但是如何使「神權治國」的國王，與沿襲古代習俗的議會和睦和處呢？」
中國大陸學者認為《自由君主的真正法律》等著作令君權與現實之間存在矛盾，「在觀念上，他在自己的著作《自由君主的真正法律》中捍衞君權神授的理論；在現實政治中，他又發現只有通過議會才能進行立法和增加稅收，從而不敢實行絕對君主專制。」「詹姆斯一世還因極力鼓吹「君權神授」聞名，他在《國王的天賦能力》和《自由君主制的真正法則》兩篇文章中認為，國王受命於上帝，不受人世法律的制約。當時議會分上下兩院，上院由教俗貴族組成，擁有否決權，而下院掌握財權，成員包括很多資產階級和新貴族，他們為了自身利益結合在一起，以議會為陣地來抗擊和限制封建專制王權。這樣詹姆斯一世為強化王權，就要壓制國會，取消下院的立法權力，否定國會對王權的任何限制。國王與議會之間的關係長期處於緊張狀態。」

## 引用來源
1. ↑  Edited by John Morrill: The Oxford Illustrated History of Tudor & Stuart Britain, p.340. 　Oxford University Press Inc., New York；《國王詹姆斯政治著作選》（King James VI and I - Political Writings），中國政治大學出版社，xxix-xxx。
2. ↑  散見於《自由君主的真正法律》（The Trew Law of free Monarchies: Or, The Reciprock and Mvtvall Dvtie Betwixt a free King, and his naturall Subiectes），收錄於《國王詹姆斯政治著作選》（King James VI and I - Political Writings），中國政治大學出版社，62─84頁。
3. ↑  《國王詹姆斯政治著作選》（King James VI and I - Political Writings），中國政治大學出版社，xvii，282頁注第268。
4. ↑  《國王詹姆斯政治著作選》（King James VI and I - Political Writings），中國政治大學出版社。
5. ↑  《溫斯頓·邱吉爾《英語民族史（卷二）：新世界》，左岸文化，124─125頁。
6. ↑  錢乘旦、許潔明《英國通史》，上海社會科學院出版社，146頁。
7. ↑  陳曉律、王蘇琦、王君、袁滿《英帝國》，三秦出版社，121頁。